# Mirai (carro)
O Mirai é um automóvel japonês criado a 15 de novembro de 2010 por Hideki Mori e pelos seus alunos do curso de engenharia automóvel na Okayama Sanyo High School, em Asakuchi. Mede cerca de 45 centímetros do solo, e é atualmente o menor carro conduzível do mundo.